# Eric Kerremans
Eric Kerremans (Antwerpen, 26 mei 1957) is een Belgisch acteur.
Van 2003 tot 2009 speelde hij Xavier Latour in de VTM-serie Familie. Later was hij als acteur en regisseur bezig in Theater aan de Stroom, een theatergezelschap in Antwerpen.

## Televisie
- Esmoreit (1980) - Robrecht
- Pak'em Stanzi (1986) - Toni Macho
- Drie Mannen Onder Een Dak (1989) - Zakenman
- Commissaris Roos (1992) - Mark
- Familie (1992-1993, 1995) - Rik Pauwels
- Het Park (1993-1994) - Vercruysse
- Wittekerke (1995) - Tuur Fierens
- Ons geluk (1995) - Arbeider
- Editie (1995-1996) - Luc Ceulaers
- F.C. De Kampioenen (1997) - Pierre Dekeyser
- Heterdaad (1997) - Personeelsdirecteur
- Deman - Herman Verpaele
- Nonkel Jef (1998) - Marlon
- Gilliams & De Bie (1999) - Gert Leenders
- Samson & Gert (1999) - Klant in kapsalon
- De Makelaar (1999) - Koen Verhulst
- Flikken (1999, 2003-2004) - Michel Monsaert
- Samson & Gert (2000) - Steven Spreidstand
- Spoed (2000) - Rudy
- Chris & Co (2001) - rijinstructeur
- W817 (2002) - Vanhove
- Spoed (2002) - Frans
- Sedes & Belli (2003) - Bruno Thirry
- Café Majestic (2003) - Dolgedraaide man
- Familie (2003-2006, 2007, 2008, 2009) - Xavier Latour
- Witse (2004) - hotelmanager
- Rupel (2004) - Marc Huysmans
- De Kotmadam (2005) - Agent van de Federale recherche
- De Wet volgens Milo (2005) - Johannes
- Verschoten & Zoon (2005) - Meskens
- Kinderen van Dewindt (2005) - Agent Geerts
- Aspe (2006) - John Blanckers
- 16+ (2006-2008) - Paul
- Sara (2007) - Bankdirecteur
- Katarakt (2007) - Inspecteur
- Zone Stad (2007) - Nicolas Vanpareys
- Spoed (2008) - Nico
- Mega Mindy (2008) - Professor Wolf
- De Smaak van De Keyser (2008) - Boekhouder DKD
- Aspe (2010) - Raf Vanhee
- Zone Stad (2012) - Filmmaker
- Rox (2012) - Belvoir
- De zonen van Van As (2012, 2014) - Politieman
- De Kotmadam (2012) - Firmin
- Wolven (2013) - Dirk Vermeulen
- Danni Lowinski (2013) - Tony Vroman
- De Ridder (2013) - Jan Pauwels
- Thuis (2017) - Antonio
- De Kotmadam (2018) - Herwig
- Thuis (2022) - Jan